# Rysk science fiction
Rysk science fiction kan spåra sitt ursprung bakåt till 1700-talet, då många utopier såg dagens ljus. På ryska anses fantasy, science fiction, skräck och angränsande genrer alla vara delar av ett vidare  paraplybegrepp, fantastika (фантастика), ungefär motsvarande "spekulativ fiktion" och är därför inte lika särskilda som i väst. Dess guldålder inträffade enligt många på 1960-talet, då också huvuddelen av översättningar från engelska kom till.

## Historik
Det första arbetet som är odiskutabelt "proto"-science fiction är Fjodor Dmitriev-Mamonovs En adelsman-filosof «Dvorjanin-filosof» (1769). Det är en filosofisk berättelse influerad av Voltaires Micromégas.
Utopier ses även som en form av spekulativ fiktion; den första generiska utopin i Ryssland utgörs av ett kort prosastycke av Aleksandr Sumarokov, "En dröm om Lyckosamhället" (1759). Två tidiga exempel på utopier i form av inbillad resa är Vasilij Ljovsjins Den nyaste resan (Новейшее путешествие, 1784), vilken även är den första ryska berättelsen om en färd till Månen) och Michail Sjtjerbatov's Resa till landet Ofir (skriven samma år men publicerad 1896).
Flera av de stora ryska författarna under 1800-talet arbetade med fantastiska inslag i sin berättarkonst. Så är exempelvis Nikolaj Gogols novell "Näsan" (1836), en satirisk fantasmagori.
En nyutgåva av den berömda framtidsdystopin Vi (Мы) av Jevgenij Zamjatin från 1920 beräknas komma ut 1 juni 2015. Boken inspirerade såväl George Orwell till att skriva 1984 som Aldous Huxley till Du sköna nya värld. Av Zamjatin finns ytterligare en roman, Berättelse om det viktigaste, översatt till svenska.

### Nya tankemönster och förebilder
Enligt Sam J. Lundwall hör Ilja Varsjavskij (1908-1974) till de tre bästa science fiction-författarna i världen och är en av de mest lästa av de sovjetiska science fiction-författarna. Varsjavskij har skrivit en serie romaner och noveller om det dystopiska riket Donomaga. I Donomaga behärskar den ledande eliten inte bara vetenskap och ekonomi, utan de kontrollerar även sina undersåtar hårt med hjälp av biokemiska experiment och elektroniskt styrda känslor.
Några av Donomaganovellerna har översatts till svenska, dels i samlingen Sällsamma händelser i Donomaga (1981), dels novellen Pobeg (1970) som Flykten i Jules Verne-Magasinet nr 359 (1976) och i antologin Ljusets vår från Delta förlag. Övergången från 1960 till 1970-tal i Sovjet kan beskrivas som ett kulturellt paradigmskifte från det rationella till det irrationella. Detta paradigmskifte från en tekniskt orienterad optimism till konst, mytologi, filosofi och metafysik återspeglades även i science fiction-genren. Det hävdar Henriette Cederlöf, litteratuvetare och slavist vid Stockholms universitet i en ny (2014) avhandling ”Alien Places in Late Soviet Science Fiction”. Avhandlingen bygger på analyser av tre romaner av bröderna Strugatskij plus ett par filmer baserade på två av romanerna. Romanerna och filmerna ger tillsammans en god karta över denna tidsperiod.
Den sovjetiska science fiction-scenen kom alltså i mycket att domineras av Bröderna Strugatskij (1925-1991) respektive (1933-2012). Paret skrev det mesta av sin även internationellt uppmärksammade produktion tillsammans. Deras kanske mest kända bok är långnovellen Stalker, som bygger på en tidig version av manuset till den omtalade filmatiseringen Stalker av Andrej Tarkovskij. Manuset var en vidareutveckling av en passage i deras roman Picknick vid vägkanten. Många av deras böcker utspelar sig i vad de kallar Middags-universumet, ett sofistikerat teknokratiskt samhälle där pengar inte längre existerar. 
Ytterligare några notabla författare under sovjet-tiden var Aleksandr Beljajev (1884–1942), Michail Bulgakov (fantasy) (1891 – 1940) och Kir Bulytjov (Кир Булычёв 1934 – 2003). I romanerna har en tidigare marxistisk utopi gett vika för en avsevärt mer mångtydig heterotopi, i mycket sedd som versioner av Väst. Det är en antydan till hur författarna här förefaller att se tillbaka till historien snarare än framåt mot framtiden. Mot slutet av årtiondet hade förhoppningarna dock kommit på skam och förbytts i eskapism och ett intresse för alla former av vidskepelse. 

### Ny tid igen
När den statliga censuren upphörde på sena 1980-talet, kom ett stort antal översättningar ut av böcker och filmer från Väst, som tidigare inte kunnat ges ut i Ryssaland. En ny våg av författare upptäckte high fantasy och tog intryck av Tolkien, Robert E. Howard och George R. R. Martin. Detta ledde till att traditionell hård science fictions popularitet bleknade och fantasy med klart västerländska drag kom att dominera fantastikgenren. Bulytjov var en produktiv övervintrare som skrev flera långa serier under pseudonymen Igor Vsevolodovitj Mozjejko, där ungdomsorienterade Alisa Seleznjova sträcker sig i över 30 volymer från 1965 till 2003. Från 1990-talet till idag, är fantasy och science fiction bland den bäst säljande litteraturen i Ryssland.
Efter 1990 har flera nya namn dykt upp på den ryska science fiction-scenen, initierade av Jurij Nikitin (1939 – ), Vjatjeslav Rybakov (1954 – ) och Vladimir Sorokin. Yngre förmågor är Viktor Pelevin, Nick Perumov, Sergej Lukjanenko och senast Dmitrij Gluchovskij.

## Film
En tidig rysk science fiction-film är Aelita från 1924, regisserad av Jakov Protazanov. Manuset skrevs av Aleksej Fajko och Fjodor Otsep och var baserat på Aleksej Tolstojs roman med samma namn.